# Bernardo de Gótia
Bernardo de Gótia foi um conde de origem carolíngia e governante de Narbona. Governou entre 865 e 878. Foi antecedido no governo do condado por Hunifredo, tendo sido seguido por Bernardo Plantapilosa.